# Martinová
Martinová es un municipio del distrito de Rimavská Sobota en la región de Banská Bystrica, Eslovaquia, con una población estimada a final del año 2024 de 205 habitantes.
Se encuentra ubicado al este de la región, en la cuenca hidrográfica del río Sajó —un afluente derecho del río Tisza— y cerca de la frontera con la región de Košice y con Hungría.

## Demografía
| Año        | 1994 | 2004    | 2014    | 2024   |
| ---------- | ---- | ------- | ------- | ------ |
| Población  | 198  | 197     | 200     | 205    |
| Diferencia |      | −0,50 % | +1,52 % | +2,5 % |

| Año        | 2023 | 2024    |
| ---------- | ---- | ------- |
| Población  | 209  | 205     |
| Diferencia |      | −1,91 % |